# George Randolph Pearkes
George Randolph Pearkes, kanadski general in politik, * 1888, † 1984.